# Храм Исэ

Пруд в Найку

Исэ́-Дзи́нгу (яп. 伊勢神宮) — синтоистское святилище (дзингу) в городе Исе префектуры Миэ, посвящённое божеству Аматэрасу о-миками и отвечающей за снабжение богини продовольствием Тоёукэ.
Исэ-Дзингу является главной синтоистской святыней, поэтому иногда её называют просто Дзингу.
От Исэ-дзингу отходит древняя тропа паломничества Кумано-кодо к синтоистским святилищам Кумано-Хонгу-тайся (яп. 熊野本宮大社)、Кумано-Хаятама-тайся (яп. 熊野速玉大社) и Кумано-Нати-тайся (яп. 熊野那智大社).
Исэ-дзингу является хранительницей национальных сокровищ, в частности Священного Зеркала, являющегося императорской регалией. Главный храм закрыт высоким деревянным забором, доступ в главное святилище ограничен — вход разрешён только священнослужителям высшего ранга и членам императорской фамилии. Основная кумирня огорожена в общем счёте четырьмя заборами, и посетители могут увидеть только фрагменты крыши. Весь комплекс обслуживают около ста священнослужителей. В основную кумирню имеют право входить только император и императрица.
Весь район вокруг святилища представляет национальный парк Исэ-сима, в котором находится немало исторических объектов.

## Структура

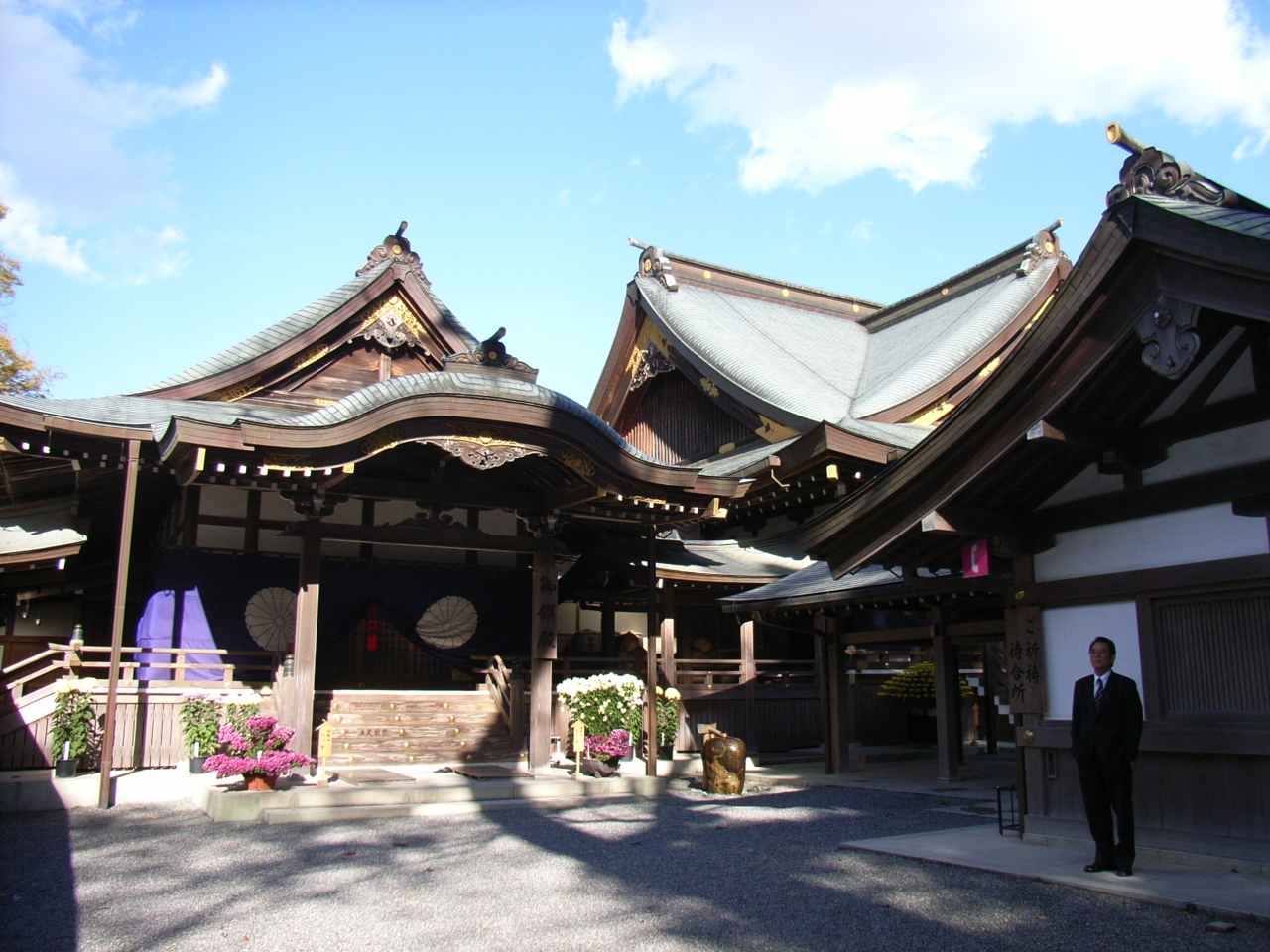
Музыкальный павильон

Храм Исэ состоит из двух комплексов. Первое, внутреннее святилище Найку посвящено прародительнице императорского рода, богине Аматэрасу. Второе, внешнее святилище Гэку посвящено богине еды, Тоёукэ, исполняющей роль кухарки при Аматэрасу. Расстояние между внешним и внутренним святилищами — около 4 километров. До 1945 года храм был отделен от остального мира рекой Миягава, исполняющей роль границы священной земли. Священникам запрещалось пересекать эту реку, дабы не нарушить необходимой для служения ками чистоты. Нарушение этого запрета, как считалось, навлечет на страну множество бед. До XII века, когда власть перешла в руки сёгунов, священники порой использовали этот запрет, шантажируя правительство что в случае невыполнения их требований, пересекут священную реку и лично явятся в столицу.
Внутри огромного храмового комплекса размещены различные второстепенные святилища, а также подсобные хозяйства. В частности, в Исэ есть собственные сады, огороды, соляная мельница и производство сакэ. На этих полях и огородах производится пища для почитаемых на территории святилища ками. Вся она готовится в святилище Тоёукэ, на чистом огне, добываемом исключительно трением. Посудой ками служат простые глиняные тарелки и чашки без какой либо росписи или эмали. Они также изготовляются на территории Исэ. Считается что свою еду ками должны получать два раза в день. Раньше Аматэрасу питалась варёным рисом, а также фруктами и овощами выращенными на территории храма. В период Мэйдзи, с возвращением власти императору, в рацион Аматэрасу добавились сушеный тунец, морской лещ, моллюски, водоросли и сакэ. При этом самому Мэйдзи до сих пор подносят лишь рис и воду.
К внутреннему святилищу ведет тянущаяся вдоль реки Исудзу паломническая дорога. Рядом с ней располагаются магазинчики и забегаловки в которых усталый путник может купить различную снедь или сувениры на память. В былые времена поблизости от дороги можно было даже встретить район красных фонарей. Дорога в итоге выводит к мосту через реку Исудзу, ведущему на территорию внутреннего святилища. Раньше полагалось пересечь реку вброд, тем самым совершая обряд омовения. Теперь, однако, достаточно лишь вымыть руки и прополоскать рот. От моста в само святилище ведет широкая дорога. Рекомендуется идти по её обочине, так как середина предназначена для ками. В святилище ведут две пары тории. Рядом с первыми расположен павильон для омовений, тэмидзуя. Неподалёку от него можно найти спуск к речке, где можно совершить более полный обряд омовения. Рядом с ним расположено святилище Такимацури-ооками, божество истоков реки Исудзу. Пройдя вторые тории можно увидеть конюшни, в которых живёт синмэ — лошадь божества. Согласно древним традициям, во внутреннем святилище живёт одна такая лошадь, а во внешнем две. Также в святилище Исэ держат священных петухов синкэй. Данные петухи почитаются посланцами Аматэрасу.
Считается что ками любят всё новое и чистое. Поэтому все строения должны регулярно перестраиваться. В Исэ строго блюдут эти традиции и каждые 20 лет для Аматэрасу и Тоёукэ возводится новое жилище.
Последний раз святилища обновлялись в 2013 году. Строительство обошлось примерно в 57 миллиардов иен (что составляло около 550 миллионов долларов).

## История святилища

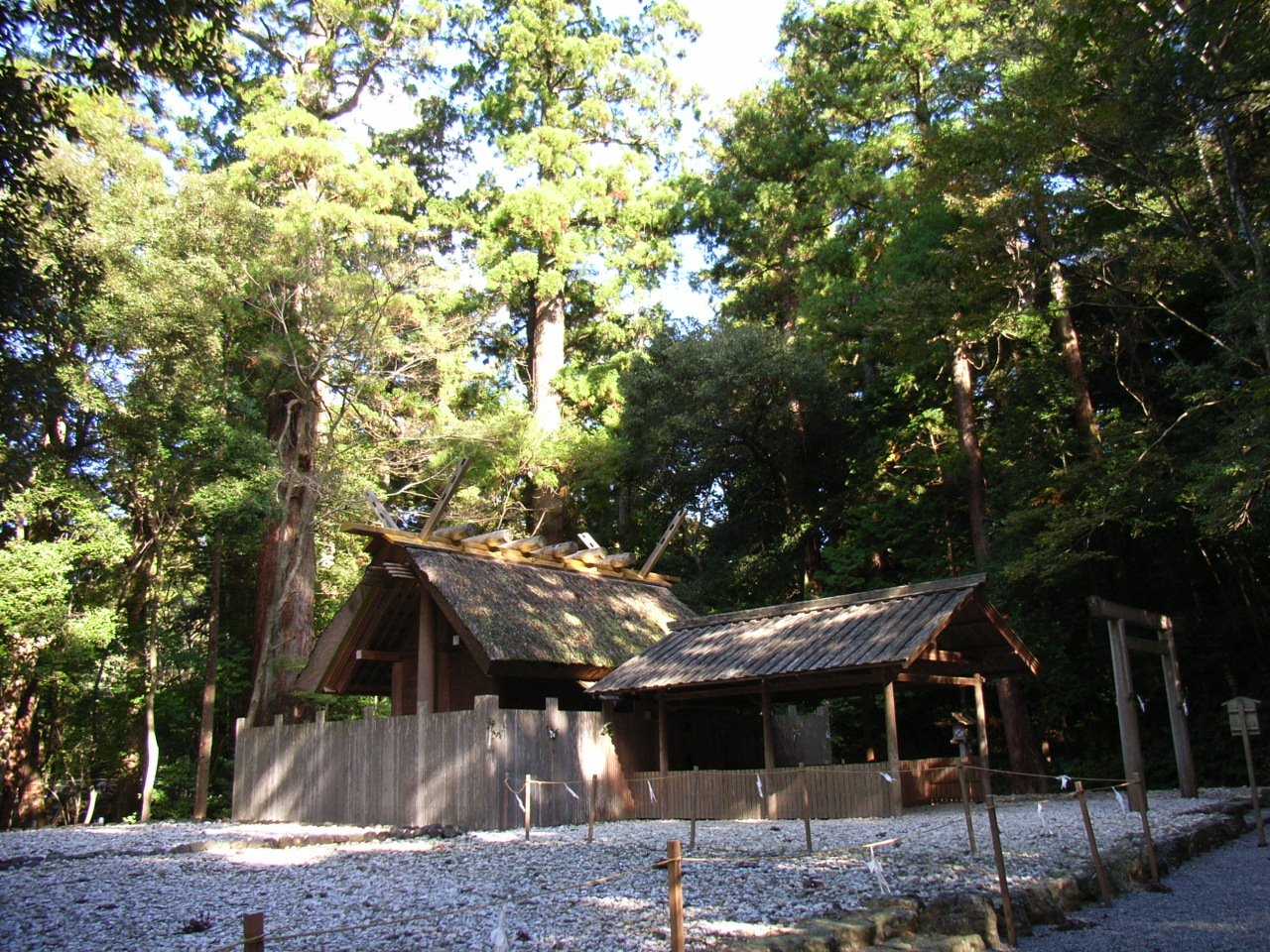
Одна из кумирен в комплексе Исэ

Первоначально святилища Аматэрасу и Окунитамы располагались в императорских покоях и кочевали вместе с императорской семьей. В четвёртом веке император Судзин устрашился соседства с божествами и повелел вынести их святилища в деревню Касануи, расположенную поблизости от тогдашнего расположения дворца. В четвёртом веке унаследовавший от Судзина престол император Суйнин задался целью найти место для постоянного святилища Аматэрасу. Поиск места был поручен принцессе Ямато-химэ-но микото. Когда девушка достигла Исэ, к ней обратилась сама Аматэрасу и сказала что именно здесь она и хочет обитать. Сама же принцесса стала первой из принцесс сайо, исполняющих роль верховных жриц и медиумов одновременно. Традиция назначать принцесс жрицами важнейших святилищ прекратилась в XII веке, вместе с упадком императорской власти. В 478 году, спустя почти 500 лет после основания святилища Аматэрасу, по воле богини в Исэ было перемещено и святилище богини Тоёукэ. Так как оно расположилось поблизости от реки Миягава, выступающей границей святой земли, святилище Тоёукэ стали именовать внешним святилищем или палатами Гэку. За святилищем Аматэрасу же закрепилось название внутреннего святилища Найку.
Считалось, что от правильности и чистоты проводимых в Исэ обрядов зависит судьба императорского рода, а вместе с ним и всей остальной страны. Никакие частные интересы не должны были мешать данному процессу, и все ритуалы были направлены лишь на достижение блага государства в целом. Поэтому храм Исэ содержался только на государственные деньги и никакие частные подношения не принимались. Однако в XII веке власть перешла в руки сёгунов и финансовая поддержка со стороны государства прекратилась. Это вынудило священников нарушить вековые традиции. Древние норито были изменены, а синтоистский обряд очищения хараэ был представлен как необходимое условие для достижения буддийского просветления. Тем не менее, в условиях всеобщей нестабильности о материальном благополучии храма речи не шло. До начала XVII века, когда страна была объединена родом Токугава, финансовая поддержка сводилась к редким пожертвованиям сильных мира сего. Из-за постоянных междоусобиц перестал собираться специальный налог на содержание храмов, и в итоге денег не осталось даже на важнейший ритуал — обновление жилища бога. Традиция перестройки святилищ прервалась более чем на сотню лет. Перестройка внутреннего святилища не происходила с 1462 по 1585 годы, и постепенно оно разрушалось из-за нехватки финансирования. Внешнее святилище было в последний раз перестроено в 1434 году и сгорело в 1487 году. Ходили слухи, что при этом сгорел и синтай соответствующего божества. Внешнее святилище было вновь отстроено лишь в 1563 году. Из-за отсутствия нужных сооружений часть ритуалов была сокращена, а часть и вовсе отменена. Когда в конце 15, начале XVI века власти взялись за восстановление храмового комплекса, его пришлось отстраивать практически с нуля.
С наступлением мира храм занялся активной пропагандой среди простого населения. Для этого были сформированы целые корпорации почтенных наставников (онси или оси), отправляющихся в провинции агитировать население совершить паломничество в храм. Раньше это было запрещено, а позже невозможно из-за постоянных междоусобиц. Однако с наступлением мира данные паломничества стали крайне популярны. В своих странствиях наставники раздавали таблички, полоски бумаги или материи с именем Аматэрасу. К XIX веку такие амулеты, называемые дзингу таима и почитаемые как своеобразное вместилище духа ками, получили 90 % семей.

## Верховный Священнослужитель
С VII по XIV столетия главными жрицами святилища были принцессы японского императорского дома — сайгу. Согласно хронике Манъёсю первой жрицей была принцесса Окунохимэ-мико, дочь императора Тэмму в период Асука. О жрицах в Исэ упоминается также в романах Гэндзи-моногатари и Исэ-моногатари.

## Праздники
- 31 декабря — 1 января — Новый Год

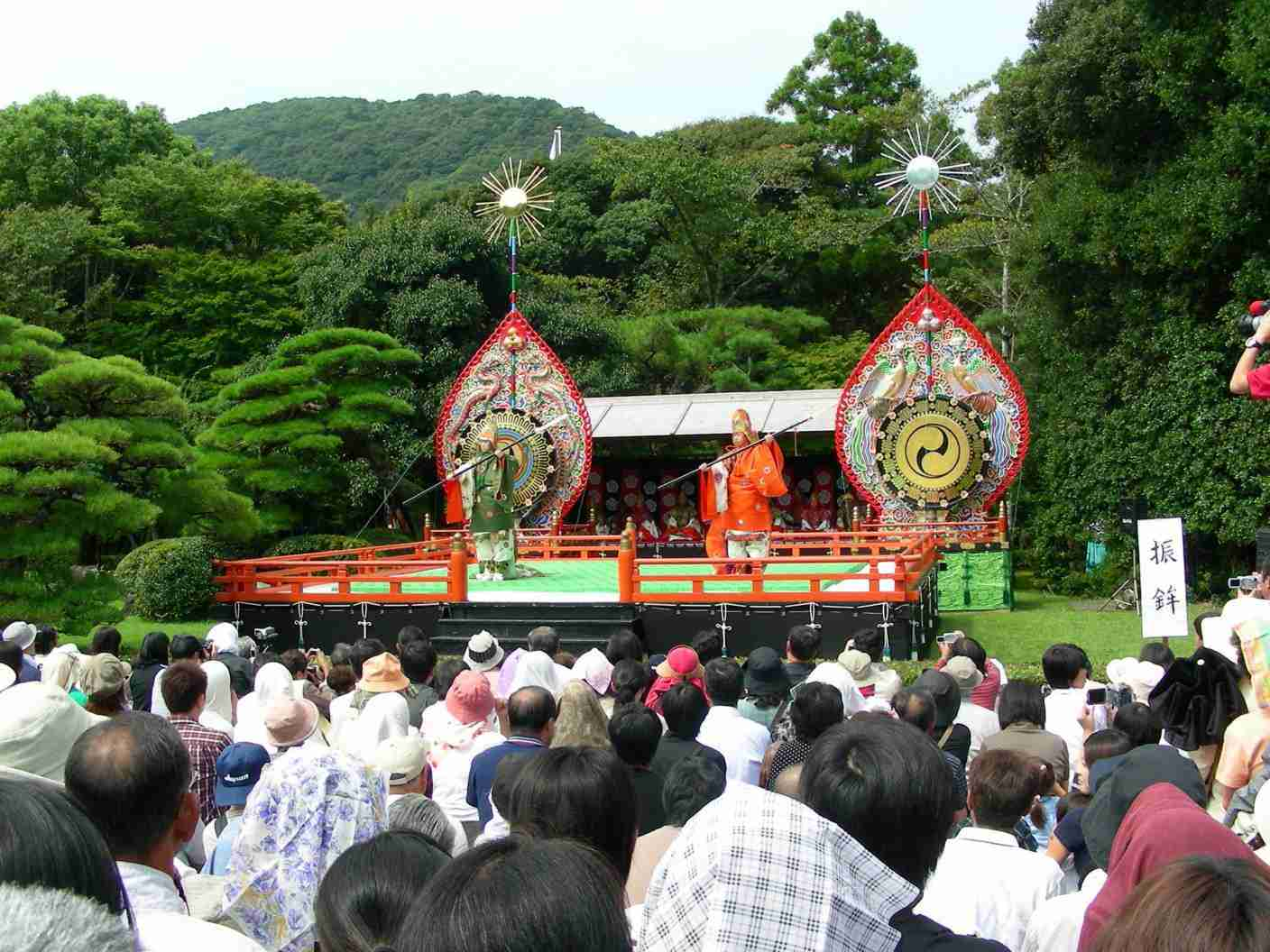
Осенний праздник с представлением в Найку

- 5 апреля — 7 апреля — Кагура-сай, праздник придворной музыки и танца
- середина мая — Отауэ-сай, праздник рисовых полей
- 15 июня — 17 июня — Цукунами-сай
- осеннее равноденствие — Кагура-сай, праздник придворной музыки и танца
- 15 октября — 17 октября — Каннамэ-сай, праздник урожая риса
- 23 ноября — Ниинамэ-сай, праздник освящения риса
- 15 декабря — 17 декабря — Цукунами-сай